# Świebodzice Ciernie
Świebodzice Ciernie – zlikwidowany przystanek osobowy w Świebodzicach, w województwie dolnośląskim, w Polsce.